# Anna Bonna
Anna Bonna (ur. 10 listopada 1972 w Świeciu) – polska aktorka.
W 1995 ukończyła Studio Aktorskie w Olsztynie. W latach 1993–2004 związana była z Teatrem Polskim im. Hieronima Konieczki w Bydgoszczy.

## Filmografia
- 1997–2007: Klan
- 2003–2007: Sąsiedzi
- 2003: Kulisy demokracji
- 2004: M jak miłość
- 2004: Nasza ulica
- 2005: Plebania
- 2005: Orkiestra żeńska
- 2006: U fryzjera

## Nagrody
- 2001: Nagroda im. Hieronima Konieczki przyznawana przez „Gazetę w Bydgoszczy” młodym, wyróżniającym się aktorom Teatru Polskiego w Bydgoszczy
- 2002: Nagroda prezydenta Bydgoszczy z okazji Międzynarodowego Dnia Teatru
- 2002: Nagroda „Laur Grzymały”